# Kolindrós
Kolindrós är en ort i Grekland.   Den ligger i prefekturen Nomós Pierías och regionen Mellersta Makedonien, i den norra delen av landet, 300 km norr om huvudstaden Aten. Kolindrós ligger 288 meter över havet och antalet invånare är 3 590.
Terrängen runt Kolindrós är kuperad västerut, men österut är den platt. Kolindrós ligger uppe på en höjd. Runt Kolindrós är det ganska tätbefolkat, med 86 invånare per kvadratkilometer. Närmaste större samhälle är Alexándreia, 16,7 km norr om Kolindrós. Trakten runt Kolindrós består till största delen av jordbruksmark.